# Alfonso Lagos Villar
José Alfonso Lagos Villar (Minas del Prado, Coihueco, Chile, 16 de abril de 1900 - Chillán, 28 de noviembre de 1976) fue un periodista y filántropo chileno, director del diario La Discusión y gestor de la creación del Parque Monumental Bernardo O'Higgins de la ciudad de Chillán.

## Biografía
Estudió en el Liceo de Hombres de Chillán. Asume el directorio del diario La Discusión de Chillán el 24 de octubre de 1936, luego de haber trabajado en el periódico El Sur de Concepción, enfrentado durante su gestión el Terremoto de Chillán de 1939, cual ocasionó que las instalaciones fueran destruidas completamente, no obstante, tras dos meses ocurrido el cataclismo, consigue que el periódico reaparezca en circulación.
Para 1957 preside la "Fundación de Conmemoración Histórica Bernardo O'Higgins", cual tenía por objetivo conseguir que el antiguo terreno de la casa natal de Bernardo O'Higgins fuera convertido en parque, creando así en dicho año, lo que hoy es el Parque Monumental Bernardo O'Higgins de Chillán Viejo.

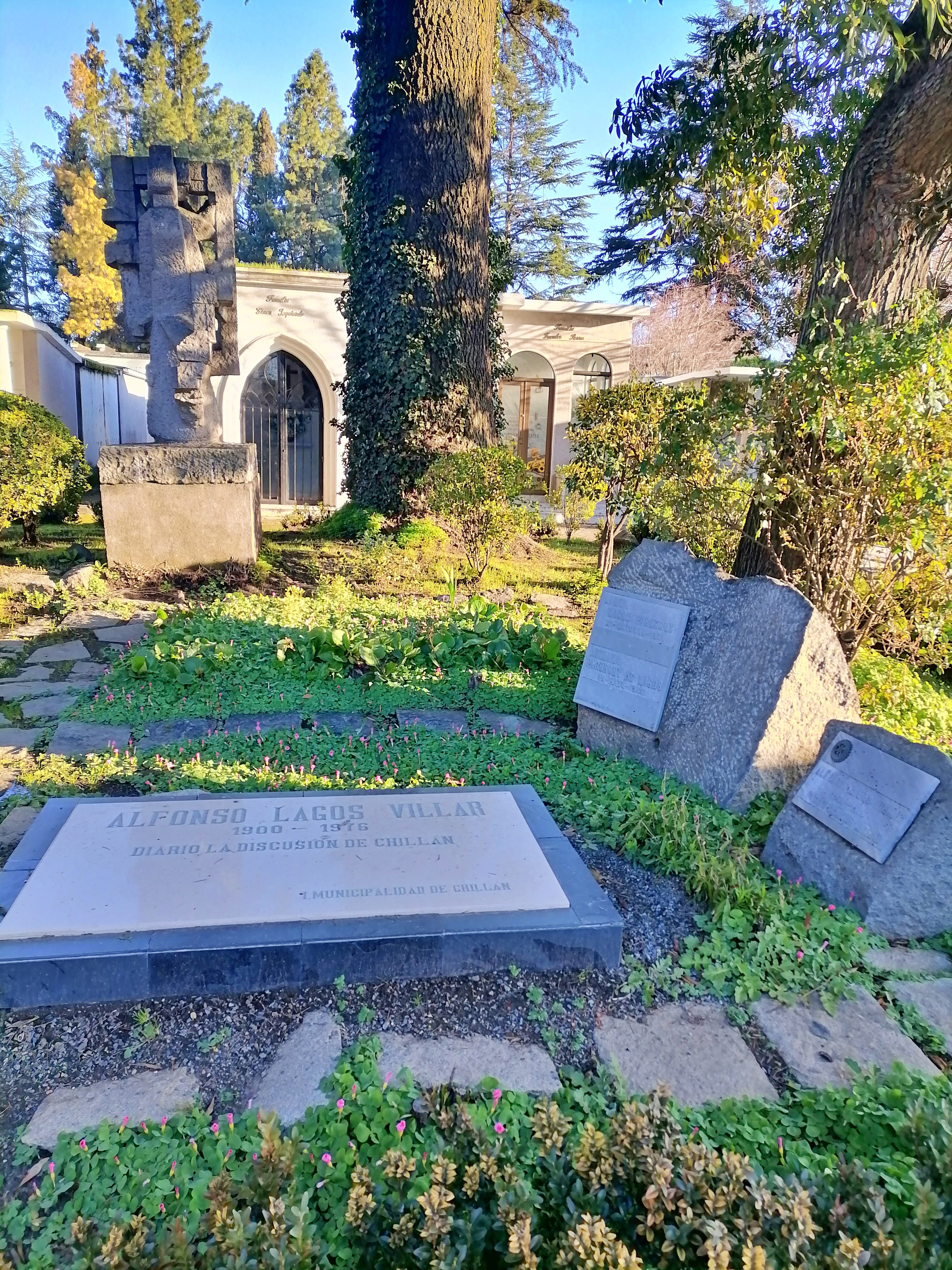
Tumbas de Alfonso Lagos, Adriana Pagueguy y Laura Lagos Pagueguy, junto a Monumento a Laura Lagos Pagueguy de Marta Colvin

En 1961 ganó el Premio Nacional de Periodismo en mención Redacción, sin embargo, ese mismo año también fallecería su única hija, Laura Lagos Pagueguy a los 22 años, y cinco años más tarde su esposa Adriana. El 5 de febrero de 1970, el municipio de Chillán, lo declara Hijo Ilustre de Chillán. En 1976 se retira de la dirección del periódico chillanejo, y antes de fallecer a causa de una trombosis, dona sus bienes a la Universidad de Concepción.
Posteriormente a su fallecimiento, la universidad convierte a su hogar en el Centro de Extensión Cultural Alfonso Lagos, además crea la Fundación Laura Lagos Pagueguy, en memoria a su hija. Asimismo, como homenaje, la comuna de Coihueco creó un centro cultural con su nombre.